# Williton
Williton is een civil parish in het bestuurlijke gebied Somerset West and Taunton, in het Engelse graafschap Somerset met 2697 inwoners.

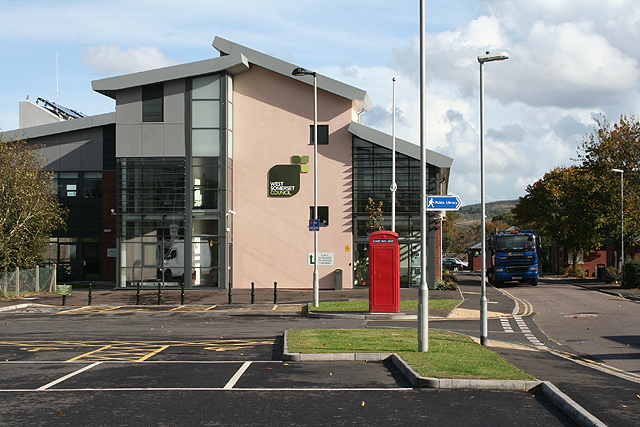
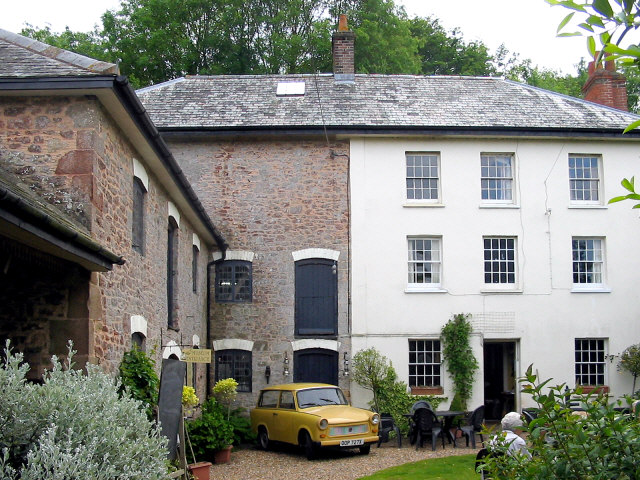
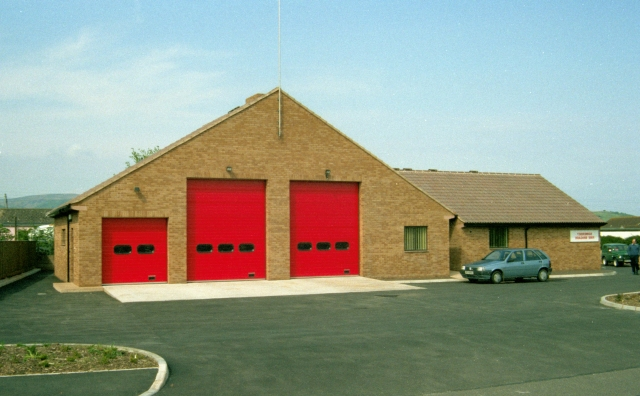
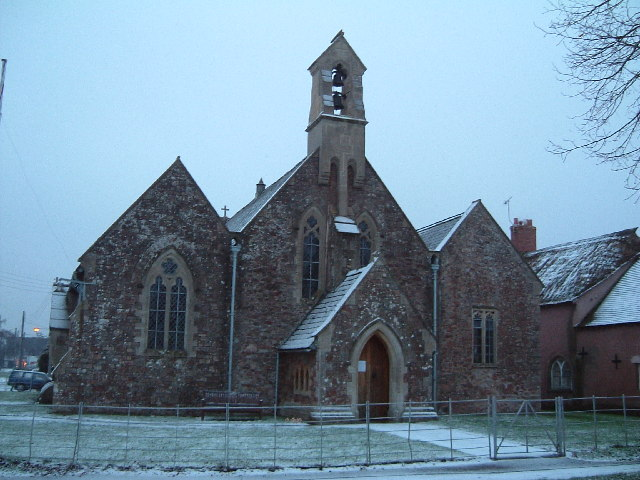
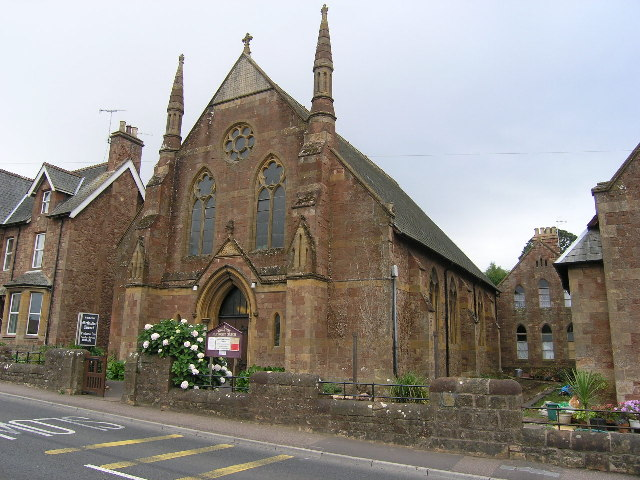